# Eadwald af East Anglia
Eadwald af East Anglia var en angelsaksisk konge over East Anglia fra omkring 796 til et sted mellem 798 og 805. Han levede på et tidspunkt, hvor East Anglia stod i skyggen af sin magtfulde nabo Mercia. Efter han blev afsat, underkastede sig eller døde, tog Mercia igen kontrollen over East Anglia under Coenwulf, hvorved kongeriget mistede sin uafhængighed i et kvart århundrede.
Eadwalds regeringstid er ikke beskrevet i nogle samtidige skriftlige kilder, men kun fra omkring 12 bevarede mønter, der blev slået under hans regeringstid, og det vides ikke noget om hans virke som regent.